# Eliasburg

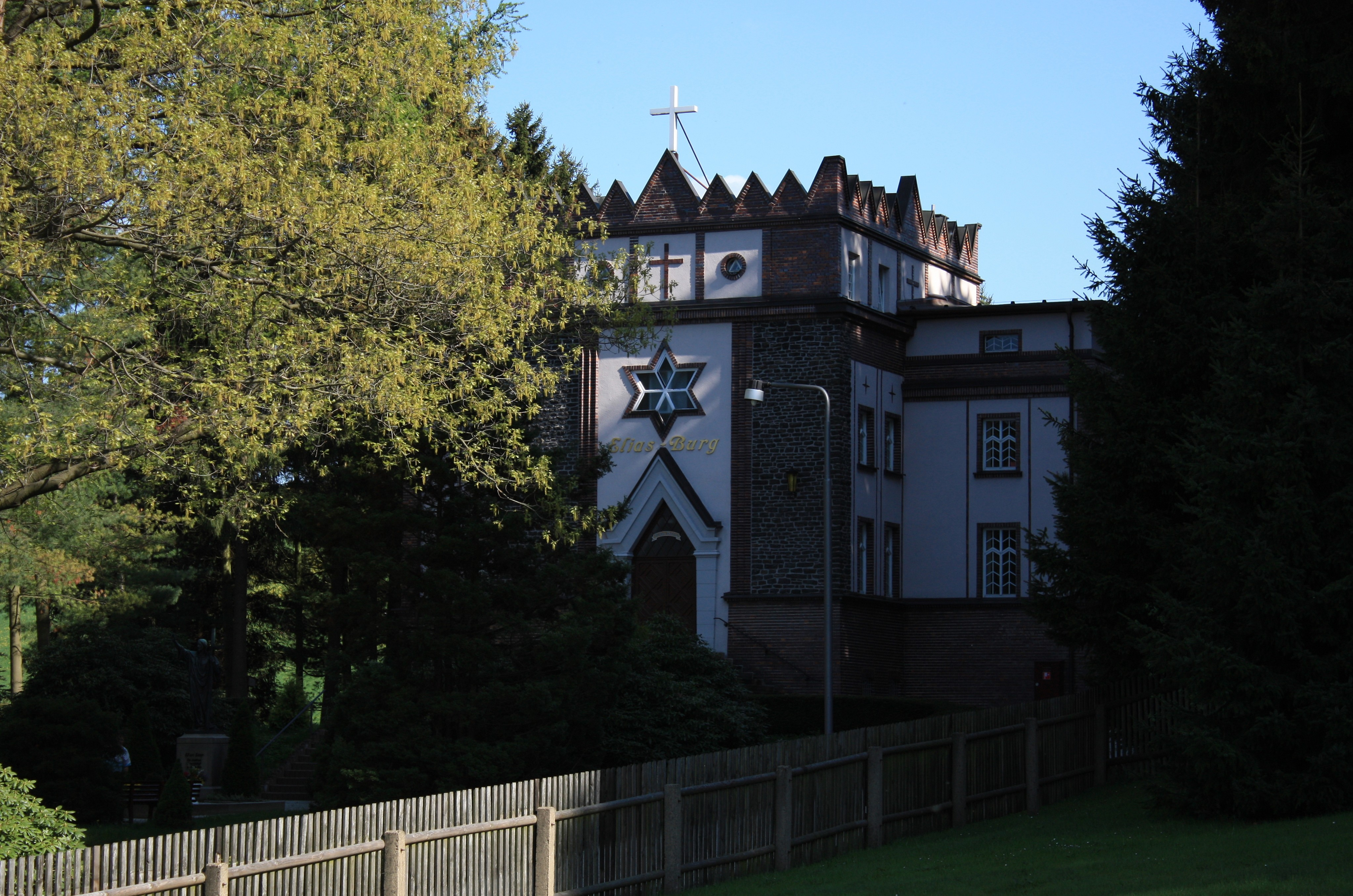
Eliasburg: Haupteingang und Lorenz-Grab

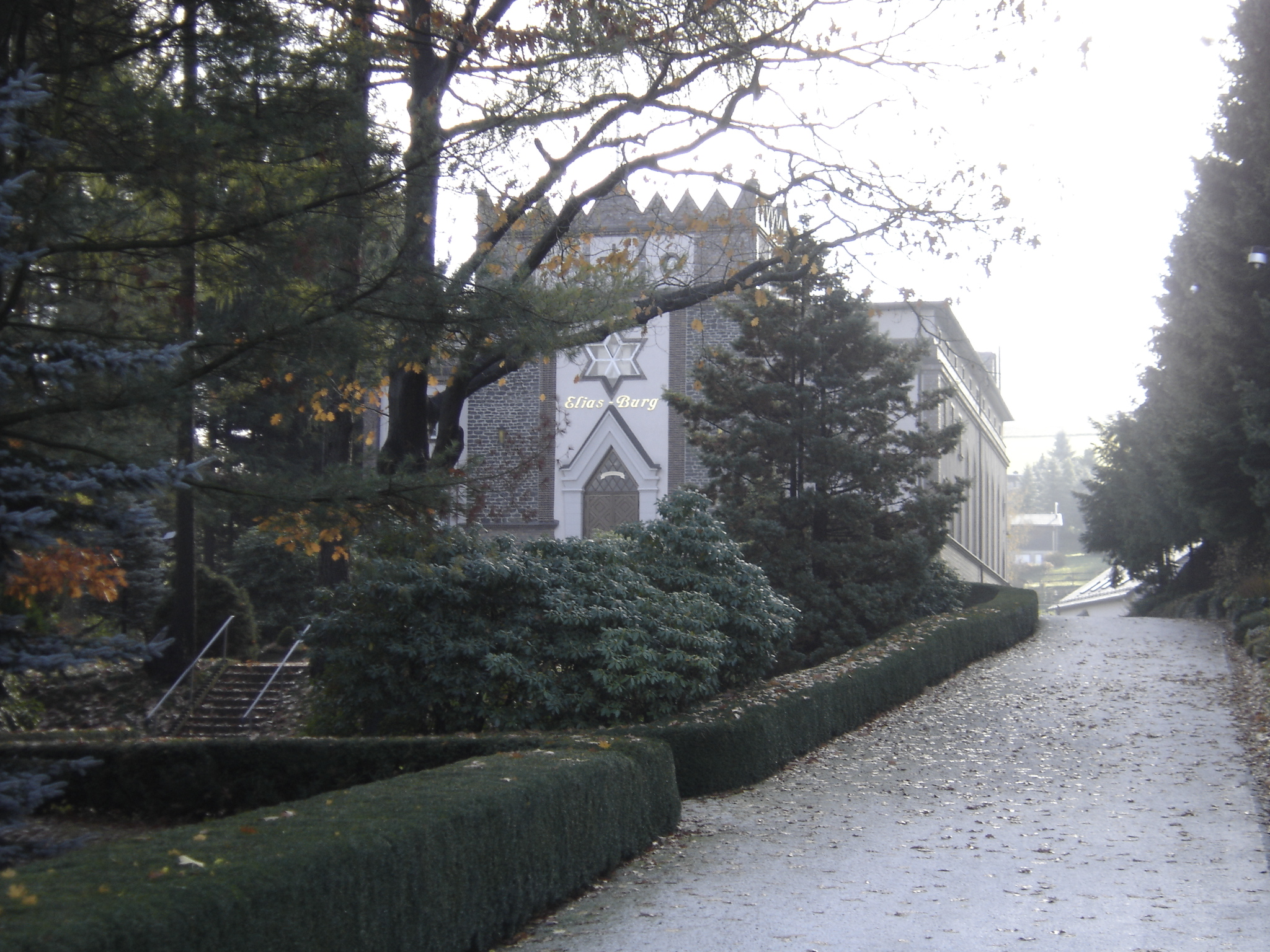
Eliasburg mit hinterem Gebäudeteil und Wirtschaftsweg

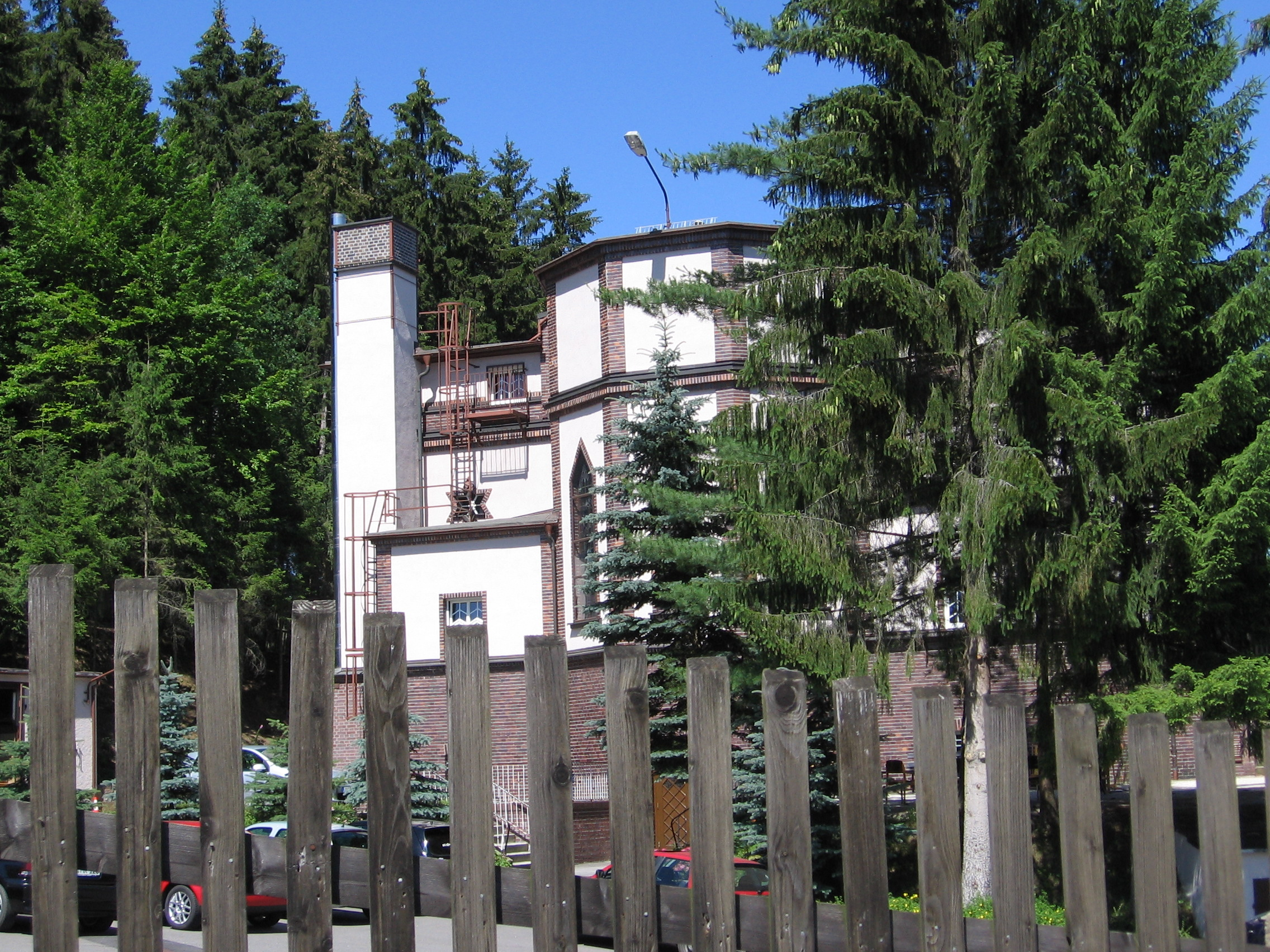
Rückseite mit Apsis

Die Eliasburg ist das zentrale Heiligtum der Gemeinschaft in Christo Jesu oder „Lorenzianer“. Sie befindet sich in Pockau-Lengefeld.

## Baugeschichte und Architektur
Nachdem die Gemeinschaft in Christo Jesu die Abendmahlsgemeinschaft mit der Sächsischen Landeskirche aufgehoben hatte, wuchs das Bedürfnis nach einem zentralen Versammlungsort. Als sich der 1923 zu einem Tempel ausgebaute Saal im erzgebirgischen Marterbüschel, das damals zu Lengefeld gehörte und 1948 nach Pockau umgegliedert wurde, als zu klein erwies, errichtete man 1927/1928 mit Spendengeldern der Gemeindeglieder einen neuen, wesentlich größeren Tempel auf einem Grundstück Hermann Lorenz’ in Marterbüschel.
Die Fassade des einfachen Baues ist von einem mächtigen, mit Dreieckzinnen bewehrten Mittelrisalit geprägt, der mit einem mannshohen weißen Kreuz bekrönt wird. Das obere Geschoss ist nach allen Seiten mit jeweils einem geklinkerten Kreuz versehen. Über dem Hauptportal auf der Nordwestseite des Gebäudes befinden sich der goldfarbene Schriftzug „Elias-Burg“ und ein großes Fenster in Anlehnung an die Form eines Hexagramms, die sich an der gegenüberliegenden Seite wiederholt. Die beiden hinteren Drittel des Gebäudes, die den Saal umfassen, sind mit großen, nach oben spitz zulaufenden Fenstern versehen.

## Innenraum
Der bis zu 1000 Sitzplätze umfassende Saal im Innenraum ist von mehreren kleineren Kammern umgeben und folgt architektonisch dem israelitischen Tempelbau. An der Südostseite schließt sich eine von einer Halbkuppel überdeckte Apsis an, über der sich der Schriftzug „Die mit Tränen säen werden mit Freuden ernten“ (Psalm 126,5) befindet. Der Hauptaltar zeigt das Bild von Jesus und dem sinkenden Petrus sowie das Gleichnis von den zehn Jungfrauen. Auf der gegenüberliegenden Seite befindet sich auf einer Empore eine Jehmlich-Orgel mit einem an die gewölbeartige Kassettendecke angepassten Prospekt.

## Sonstiges
In einem kleinen Park vor dem Haupteingang befindet sich das Grab von Hermann Lorenz, an dem sich auf einem Sockel eine lebensgroße Jesusfigur mit Kreuz befindet. Lorenz’ „Pergamente“, jene „Offenbarungen“, die er als Prophet der Glaubensgemeinschaft empfangen haben will, befinden sich in einfacher Ausführung in der Eliasburg. Sie haben für die Mitglieder den gleichen Rang wie die Bibel. Einmal wöchentlich finden in der Eliasburg gottesdienstliche Versammlungen statt. Nichtmitglieder der Gemeinschaft haben generell keinen Zutritt.